# Pęczek łukowaty
Pęczek łukowaty (łac. fasciculus arcuatus, ang. arcuate fasciculus) – w anatomii człowieka wiązka włókien kojarzeniowych łącząca ośrodki Wernickego i Broki. Stanowi dolną część pęczka podłużnego górnego.